# Tramwaje na Malcie
Tramwaje na Malcie – system transportu tramwajowego istniejący na Malcie w latach 1905–1929. System składał się z linii rozpoczynających się w Valletcie i prowadzących do Three Cities, Żebbuġ i Birkirkary. W latach 20. ze względu na zwiększającą się liczbę samochodów na wyspie linia zaczęła przynosić straty i podjęto decyzję o jej likwidacji. Linię zamknięto 15 grudnia 1929 roku.

## Historia

### Propozycja budowy linii
Pierwsza propozycja budowy linii tramwajowej na Malcie pojawiła się w październiku 1901 roku. Sacco Albanese, były pracownik Edison Manufacturing Company wystąpił o koncesję na budowę i eksploatację tramwaju na okres 99 lat. Jego propozycja zakładała budowę trzech linii:
- z Valletty przez Ħamrun do Qormi,
- z Valletty do St. Julian’s z możliwością przedłużenia do Pembroke,
- z Valletty przez Marsę do Paoli z możliwością budowy odgałęzienia w okolice stoczni

Początkowa stacja tramwaju miała znajdować się w okolicy bramy miejskiej w Valletcie i miała dawać możliwość przedłużenia linii do centrum miasta.
W roku 1902 pojawiła się inna propozycja budowy tramwaju – obsługującego jedynie Vallettę, jednak została ona odrzucona przez rząd, który sprzeciwiał się tramwajowi w obrębie miasta.

### Budowa linii
Przetarg na budowę i utrzymanie tramwaju rozpisano pod koniec września 1902, jednak do połowy lutego zgłosiła się do niego tylko jedna firma: Macartney, McElroy & Co. Ltd. Firma proponowała budowę dwóch linii: z Valletty do Sliemy, z Valletty do Three Cities oraz dwóch wind: w Marsamxett oraz przy przystani w okolicy górnych ogrodów Barrakka. Umowę z firmą podpisano 2 lipca 1903 i przewidywała ona budowę linii z Valletty do Three Cities oraz Żebbuġ z możliwością przedłużenia do Ħamrun.
Przez kolejne pół roku po podpisaniu umowy trwały jeszcze rozmowy dotyczące szczegółów technicznych, jak tego na których odcinkach należy wybudować linię dwutorową, a gdzie jednotorową. Ostateczne plany zostały zatwierdzone 4 grudnia 1903. Trwały także poszukiwania miejsca na budowę zajezdni oraz stacji zasilającej, które udało znaleźć się dopiero pod koniec grudnia – rząd sprzedał firmie działkę znajdującą się w Marsie, przy planowanej trasie do Three Cities. Zdecydowano się także na budowę jednej z wind proponowanych przez firmę.
Budowę stacji zasilającej i zajezdni rozpoczęto w czerwcu 1904. We wrześniu firma podjęła decyzję o przedłużeniu odcinka z Ħamrun aż do stacji kolejowej w Birkirkara.

### Otwarcie i pierwsze lata działalności
Ceremonia otwarcia linii odbyła się 23 lutego 1905 w zajezdni w Marsie. Wśród zaproszonych gości byli gubernator Malty Charles Mansfield Clarke wraz z żoną oraz arcybiskup Malty Pietro Pace, który pobłogosławił wagony. Po wygłoszonej przez McElroya przemowie odbył się inauguracyjny przejazd do stacji w Valletcie. Prace nad przedłużeniem linii do Birkirkary zakończyły się niedługo po otwarciu pierwszego odcinka – 4 marca, a jego otwarcie nastąpiło w maju.
Już od początku działalności tramwaju dochodziło do wielu kolizji i wypadków. W kwietniu zderzyły się dwa jadące w przeciwnych kierunkach wagony. W sierpniu doszło do czołowego zderzenia tramwaju i taksówki, w wyniku czego zginął kierowca taksówki. Najpoważniejszy wypadek nastąpił 30 września po wyjeździe z Marsy w kierunku Bormli (Three Cities). W pojeździe zawiodły hamulce i tramwaj nabierając prędkości stoczył się ze stromego wzgórza Għajn Dwieli, a następnie uderzył w kamienny mur oraz słup podtrzymujący sieć trakcyjną. W wyniku wypadku śmierć poniosło trzech pasażerów oraz szkolący się motorniczy, a ponad 20 osób (w tym motorniczy kierujący tramwajem) zostało rannych.
Po wypadku zdecydowano się na przebudowę linii w okolicy Għajn Dwieli, tak aby uniknąć stromego wzniesienia. Trasę skierowano bardziej na południe przez Pjazza Antoine de Paule. Innym następstwem wypadku było opublikowanie w kwietniu 1906 roku nowych przepisów dla motorniczych, które między innymi regulowały takie kwestie jak minimalny wiek motorniczego oraz wprowadzały wymóg zdania państwowego egzaminu.
W roku 1907 Macartney i McElroy podjęli działania mające na celu powołanie nowego przedsiębiorstwa Malta Tramways Ltd i przekazanie mu linii. Macartney liczył na sprzedaż 125 000 udziałów o wartości jednego funta, jednak ostatecznie udało się zebrać jedynie 18 177 funtów. Firma rozpoczęła działalność 1 sierpnia 1908 roku. W 1909 roku otwarto nową siedzibę firmy w okolicy bramy miejskiej w Valletcie.

### I wojna światowa oraz likwidacja linii
I wojna światowa spowodowała problemy w zaopatrzeniu – pojawiły się trudności z zakupem części zapasowych oraz węgla, używanego w elektrowni firmy do produkcji prądu. Krytyczny okres nastąpił w 1917 roku – w październiku firma zmuszona została do zawieszenia działalności linii, ze względu na brak części zapasowych. Wznowienie funkcjonowania linii nastąpiło dopiero po zakończeniu wojny, w lipcu 1919.
W latach 20. znacznie wzrosła liczba samochodów na wyspie, co przełożyło się na spadek dochodów tramwaju. Na początku grudnia 1929 roku zdecydowano o likwidacji tramwaju. Do zamknięcia linii doszło 15 grudnia.
W 1930 roku podjęto próbę sprzedaży słupów trakcyjnych oraz usunięto szyny. Elektrownia firmy funkcjonowała do 1931 roku w celu dostarczania prądu do windy. Siedziba firmy istniała do roku 1950, kiedy to została wyburzona ze względu na budowę dworca autobusowego.

## Tabor
Początkowo przedsiębiorstwo miało 16 tramwajów piętrowych bez dachu na górnym pokładzie, zbudowanych w Anglii przez British Electric Car Company w 1904 roku. Zbudowane były one na pojedynczych, czterokołowych wózkach firmy Brill. Wagony o numerach 7–16 na dolnym pokładzie nie miały ścian bocznych i wyposażone były w ławki przez całą szerokość wagonu. Pięć kolejnych wagonów tego typu zostało zakupionych w roku 1905. Ostatnie zamówienie na wagony pasażerskie zostało złożone w 1909 roku – dostarczono wtedy cztery wagony zbudowane przez United Electric Car Company.
Po tym jak firma w 1906 roku podjęła się zadania spryskiwania ulic w celu ograniczenia kurzu, dokonano zakupu doczepnego wagonu cysterny. Zbudowana ona była przez J.G. Brill Company i była wyposażona w zbiornik o pojemności 1800 galonów. Montażu napędu dokonano na Malcie. Kolejną podobną cysternę kupiono w 1911 roku.
| Numery | Rok budowy | Producent                            | Opis                                                  |
| ------ | ---------- | ------------------------------------ | ----------------------------------------------------- |
| 1–6    | 1904       | British Electric Car Company         | siedzenia po bokach, przejście środkiem               |
| 7–16   | 1904       | British Electric Car Company         | ławki przez całą szerokość wagonu, wejście z zewnątrz |
| 17–21  | 1906       | Brush Electrical Engineering Company | ławki przez całą szerokość wagonu, wejście z zewnątrz |
| 22–25  | 1909       | United Electric Car Company          | siedzenia po bokach, przejście środkiem               |
|        | 1907       | J.G. Brill Company                   | cysterna                                              |
| 1911   |            | J.G. Brill Company                   | cysterna                                              |

Po zamknięciu linii wagony zostały przewiezione na stację kolejową w Ħamrun, gdzie zostały pozbawione wózków, a następnie sprzedane.

## Infrastruktura
Rozstaw szyn na linii wynosił 1000 mm. Początkowo jedynie fragment linii z Valletty do Ħamrun był dwutorowy, natomiast pozostałe odcinki były jednotorowe z mijankami. Z czasem kolejne odcinki były przebudowywane na linię dwutorową.
System miał jedną zajezdnię znajdującą się w Marsie, na terenie której znajdowała się hala postojowa oraz elektrownia służąca do zasilania linii oraz windy w górnych ogrodach Barrakka.